# Кошмамбет
Кошмамбе́т (каз. Қошмәмбет) — село у складі Карасайського району Алматинської області Казахстану. Входить до складу Жамбильського сільського округу.
Населення — 7824 особи (2021; 3582 у 2009, 1999 у 1999, 1797 у 1989).